# Associação Esportiva Eletrovapo
La Associação Esportiva Eletrovapo fue un equipo de fútbol de Brasil que jugó en el Campeonato Brasileño de Serie A, la primera división de fútbol en el país.

## Historia
Fue fundado el 8 de diciembre de 1957 en el municipio de Niterói del estado de Río de Janeiro por un grupo de funcionarios de la Compañía Electrovapo de Servicios Marítimos, y en sus primeros seis años fueron un equipo aficionado hasta que en 1963 se volvieron un equipo de fútbol profesional.
Ese mismo año fue campeón municipal, logrando ese título en tres ocasiones y ganó el campeonato Fluminense en 1964 venciendo en la final al Americano Futebol Clube, con lo que lograron la clasificación al Campeonato Brasileño de Serie A de 1965, su primera aparición en una competición a escala nacional.
En su primera aparición en la entonces llamada Taça Brasil fue eliminado en la primera ronda por el Desportiva Ferroviária del estado de Espírito Santo por el lanzamiento de moneda ya que los dos partidos originales y el de desempate terminaron empatados, siendo esta la primera vez que se recure a este método para definir a un ganador, finalizando en el lugar 18 entre 22 equipos, con el detalle de que fueron uno de los dos equipos que jugaron la temporada sin perder un solo partido, siendo el otro el campeón de esa edición Santos FC.
Posteriormente el club continuó haciendo buenas participaciones en el Campeonato Fluminense, logrando dos subcampeonatos en 1967 y 1969, participando posteriormente en el Campeonato Carioca en donde estuvo en los lugares más bajos de la tabla hasta que por una serie de crisis internas el club desaparece en 1977.
El club es el único que ha participado en el Campeonato Brasileño de Serie A y que nunca perdió un partido.

## Palmarés
- Campeonato Fluminense: 1

1964
- Campeonato Niteroiense: 3

1963, 1964, 1966